# Dogmatyka prawa
Dogmatyka prawa – dział nauk prawnych, zajmujący się badaniem prawa obowiązującego, w takiej postaci, w jakiej zostało ono ustanowione przez ustawodawcę. Mianem tym określa się zarówno działalność badawczą osób zajmujących się prawem (aspekt pragmatyczny), jak i wytwory (publikacje i zespół twierdzeń na temat prawa) tych działań (aspekt apragmatyczny). 

## Zadania dogmatyki prawa
Głównymi zadaniami dogmatyki prawa są:
- opis i systematyzacja norm prawnych,
- wskazywanie, które normy są obowiązujące,
- wykładnia prawa,
- ustalanie i definiowanie pojęć,
- analiza praktyki stosowania prawa,
- wskazywanie postulowanych zmian w prawie (postulaty de lege ferenda).

W badaniu prawa dogmatyka posługuje się przede wszystkim metodą logiczno-językową.

## Dogmatyka prawa a pozytywizm prawniczy
Na obecny kształt dogmatyki prawa największy wpływ miał pozytywizm prawniczy. Zakładał on m.in., że:
- przedmiotem badania może być tylko prawo pozytywne,
- prawo obowiązuje w sensie systemowym (tzn. o tym, czy dana norma obowiązuje, decydują inne normy systemu),
- zakłada się, że system prawa jest zupełny i niesprzeczny (założenie o racjonalności prawodawcy),
- dogmatyka jest neutralna aksjologicznie,
- przedmiot i podmiot poznania są rozdzielone.

Obecnie wskazuje się jednak, że te założenia nie odpowiadają rzeczywistej praktyce badawczej. Przede wszystkim dogmatyka ma wpływ na obowiązujące prawo, poprzez jego interpretację, usuwanie sprzeczności i systematyzację, a także pełni doniosłą rolę w procesie wprowadzania zmian do prawa.

## Działy dogmatyki prawa
Dogmatyka prawa dzieli się na dziedziny, odpowiadające szczegółowym naukom prawnym:
- konstytucjonalistyka,
- procesualistyka,
- karnistyka (penalistyka),
- cywilistyka,
- administratywistyka,
- internacjonalistyka.

Szerzej pojęta dogmatyka prawa zajmuje się również problematyką źródeł prawa oraz argumentacji prawniczej.